# Vecklare
Vecklare (Tortricidae) är en familj i insektsordningen fjärilar med världsvid utbredning och stor artrikedom. Det finns över 5000 kända arter i världen varav drygt 420 har påträffats i Sverige.
De flesta arter i familjen är små fjärilar, ofta med gråaktiga eller grönaktiga färger för att skyddas av vegetationen. Det finns dock även en del arter med starkare färger. Framvingarna är ofta något rektangulära till formen och vid vila hålls de taklagda över kroppen.

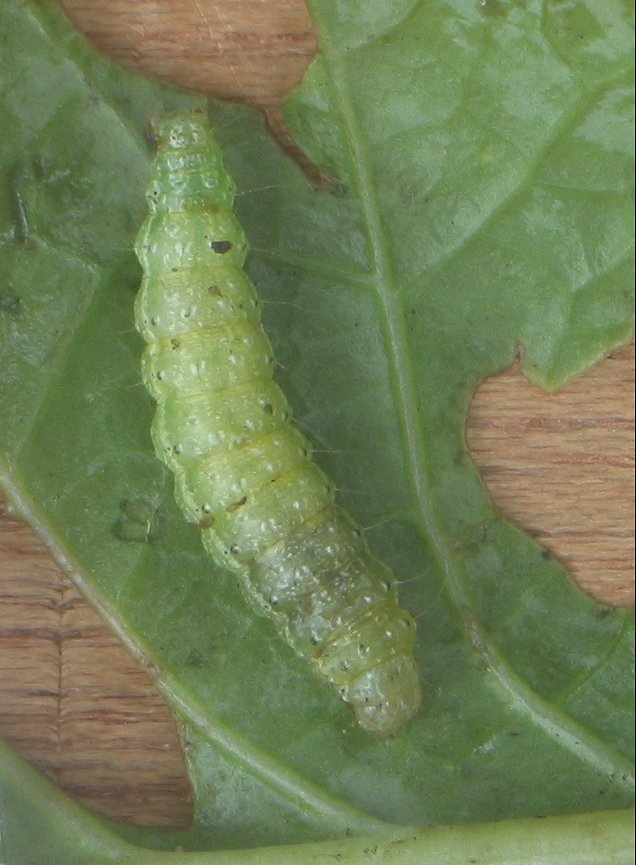
Larv av kärrsnedbandsvecklare

Som larver livnär de sig på blad, skott och knoppnar. Larverna tillverkar ofta silkestrådar, med vars hjälp de viker ihop bladen. Det är efter detta beteende som familjen har fått sitt trivialnamn. Även i frukt kan larver av vecklare förekomma och de kan då orsaka galler. 
De fullbildade fjärilarna flyger vanligen i skymningen eller är nattaktiva, men dagaktiva arter förekommer också.
Flera arter kan uppträda som skadeinsekter, främst på fruktträd, som äpple.

## Arter i urval
- Ekvecklare
- Vinskottvecklare
- Ärtvecklare
- Äpplevecklare
- Cydia deshaisiana, hoppande böna.